# Volksgeist
Der Begriff Volksgeist schreibt der Gemeinschaft eines Volks eine gemeinsame Seele zu. Er ist ein ähnlicher Allgemeinbegriff wie Zeitgeist oder Weltgeist und gehört damit in die Geisteswelt des 19. Jahrhunderts. Häufig wird auch der Begriff Volksseele verwendet, der so viel wie Seele, Gemüt, Bewusstsein eines Volkes bedeutet.

## Ursprünge
Justus Möser und Johann Gottfried Herder erwähnten in den 1760er-Jahren einen „Nationalgeist“, wobei der Begriff Nation noch nicht im Sinne der Staatlichkeit verwendet wurde. Der Begriff Volk wurde erst nach 1800 populär. Die Individualität des Volks war für Herder „noch nicht kulturell bestimmt“, als Vorwegnahme späterer Konzeptionen des Volksgeistes kann sein Nationalgeist nicht unbedingt gelten.

## Recht und Rechtsphilosophie
Als einer der ersten verwendete der Jurist und geistige Vater der Historischen Rechtsschule, Friedrich Carl von Savigny (1779–1861), den Begriff zu Beginn des 19. Jahrhunderts. Er benannte mit ihm das von einem Volk entwickelte Rechtsempfinden, das sich zum jeweils aktuellen Zeitpunkt als Produkt seiner Geschichte entfalte. Rechtsbewusstsein entwickle sich wie die Sprache des Menschen, organisch und an die ihn umgebenden Umstände angepasst. Savigny richtet sich gegen die aufgeklärte Logik des ihn umgebenden vernunftrechtlichen Zeitgeists, auch sieht er keine Notwendigkeit dafür, dass sich Naturrecht in Gesetzesbüchern wiederfände (vorgelebt etwa durch das preußische Landrecht).
Savigny stützte sich unter anderem auf Montesquieus und Voltaires Konzeptionen des esprit. Voltaire sprach von einem esprit des nations („Geist der Nationen“) als Charaktereigenschaft von Nationen (Essai sur les mœurs et l’esprit des nations, 1756) und Montesquieu hielt einen esprit général („allgemeinen Geist“) für die Grundlage des gesellschaftlichen Zusammenlebens, die ein Herrscher nicht ignorieren dürfe (Vom Geist der Gesetze, 1748). 
Savigny versuchte, das Recht auf ein gemeinschaftliches kultur- und geschichtsabhängiges Bewusstsein zurückzuführen, das er Volksgeist nannte.
Savignys Vorstellungen vom Volksgeist wurde von mehreren Juristen aufgegriffen und zumeist als „(praktisches) Bedürfnis“ identifiziert. Da sich – beispielsweise nach Jhering – die gesellschaftlichen Bedürfnisse in der Praxis immer wieder ändern, sei der aktuelle Rechtsbestand kritisch zu beleuchten, gegebenenfalls um Überkommenes zu bereinigen und durch Aktuelles zu ergänzen. Das Entstehen von neuen Bedürfnissen führte nach Marezoll konsequenterweise zur Notwendigkeit der Schaffung neuen Rechts. Kierulff betonte, dass das „wirkliche Recht“ das „befriedigte Bedürfnis“ sei.

## Völkerpsychologie
Durch Hegels Vorstellung eines überpersönlichen „objektiven Geistes“ bekam der Volksgeist ein philosophisches Fundament. Wilhelm Wundt, Moritz Lazarus und Heymann Steinthal begründeten um die Mitte des 19. Jahrhunderts die Wissenschaft der Völkerpsychologie, die einem je verschiedenen Volksgeist als Charakteristikum der „Völker“ nachging. Begleitet von mehrfachen Verweisen auf Wilhelm von Humboldt, präsentierten Lazarus und Steinthal eine Liste der Elemente des Volksgeistes. An erster Stelle stand dabei die Sprache, hinzu kamen "Religion, Sitte, Verfassung usw." Der Ansatz war bald veraltet, hatte aber einigen Einfluss auf Psychologie und Ethnologie.

## Esoterik
Die idealistischen Begriffe vom Volksgeist wurden in der Folge zum Spiritualismus überhöht. Eine Bedeutung haben die Begriffe Volksgeist oder Volksseele in der Esoterik, etwa bei Rudolf Steiner, der 1910 in Kristiania (Oslo) in elf Vorträgen die „Mission einzelner Volksseelen“ zur Darstellung gebracht hat. Er meint, dass jedem Volk ein Erzengel zugewiesen ist, dessen moralische Dignität sich in der Verfassung des Volkes offenbare.

## Nationalismus
Der Begriff Volksgeist kam auch den nationalistischen Strömungen des ausgehenden 19. Jahrhunderts gelegen. Otto Friedrich Gierke beschwor 1915 einen „deutschen Volksgeist im Kriege“.
Die rassistischen Vereinfachungen im Nationalsozialismus versuchten den „Volksgeist“ auch als biologische Eigenschaft zu fassen, wie Karl Larenz mit seiner Formulierung „Blut muss Geist, Geist muss Blut werden“.
Karl Peters brachte 1938 den Volksgeist mit der Konzeption eines „Gesunden Volksempfindens“ in Zusammenhang, die es ermöglichen sollte, geltendes Recht zu relativieren.
Peter Sloterdijk schrieb 1998, er sehe den Volksgeist als eine medieninszenierte „Erregungsgemeinschaft“ und nehme eine dunkle Seite wahr. Die Dichter bzw. ihre Werke seien „ein guter, wenn auch schwacher Grund für unser Zusammensein in nationaler Kohärenz.“
Bis heute wird der Ausdruck Volksgeist in rechtsphilosophischen, in esoterischen und in nationalistischen Kontexten verwendet.